# Phúc Xá
Phúc Xá là một phường nằm ở phía đông của quận Ba Đình, thành phố Hà Nội, Việt Nam.
Đây là phường duy nhất của quận Ba Đình nằm ở phía ngoài đê sông Hồng.
Phường Phúc Xá có diện tích 0,92 km², dân số năm 2022 là 22.024 người, mật độ dân số đạt 23.939 người/km².

## Địa giới
- Phía tây nam giáp phường Trúc Bạch và phường Nguyễn Trung Trực; một phần nhỏ phường Đồng Xuân thuộc quận Hoàn Kiếm với ranh giới là đường đê Yên Phụ
- Phía đông nam giáp phường Phúc Tân thuộc quận Hoàn Kiếm với ranh giới là cầu Long Biên
- Phía tây bắc giáp phường Yên Phụ thuộc quận Tây Hồ
- Phía đông bắc giáp phường Ngọc Thuỵ thuộc quận Long Biên với ranh giới là sông Hồng.

## Đường phố
- An Xá
- Hồng Hà
- Nghĩa Dũng
- Phúc Xá
- Tân Ấp
- Yên Phụ

## Địa điểm
- Chợ Long Biên
- Bệnh viện Đa khoa Hoè Nhai (cơ sở 2)
- Bệnh viện Đa khoa MEDILATEC
- Trường Cao đẳng Y tế Hà Nội (cơ sở 2)
- Trường Trung cấp Kinh tế Hà Nội
- Trường Trung cấp Xây dựng Hà Nội